# Rosana Logan
Rosana Logan (1905 – 1967), fue actriz infantil en cortometrajes mudos realizados por la Reliance Motion Picture Corporation, entonces conocida como Reliance Stock Company.

## Primeros años
Nació el 21 de enero de 1905, hija de Katharine W. De Forest (1888-1975), escritora de Harper's Bazaar, y John Logan (1875-desconocido). Tuvo un hermano, Thomas Joseph Logan, nacido en 1908, que murió en 1976. Se desconoce si sus padres se divorciaron o si su padre murió. Su madre se casó más tarde con John M. Liesch, veterano de la Primera Guerra Mundial y sargento del ejército estadounidense, y ambos están enterrados en el Cementerio Nacional de Arlington.

## Carrera cinematográfica
Logan era conocida ocasionalmente como "Baby Rosana", a veces mal escrito Rosanna (véase la sección de faltas de ortografía más abajo). Apareció en Solomon's Son (1912), Half a Chance (1913), The Wager (1913), Diversion (1913), The Dream Home (1913), His Fireman's Conscience (1914) y Under the Gaslight (1914). En 1914 participó en la obra de teatro "The Revolt", un melodrama en tres actos de Edward Locke, que recorrió el noreste del país; más tarde se llevó al cine en 1916. En la obra de teatro interpretó el papel de la niña moribunda Nannie Stevens, pero no en la película. A los diez años participó en la película The Lady of Dreams (1915) (1915).

## Vida personal

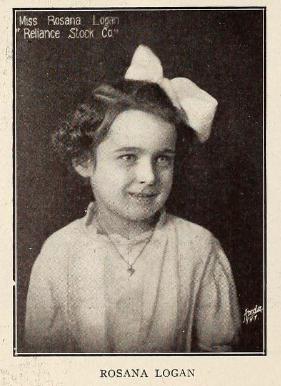
Rosana Logan en 1912

El 27 de junio de 1929 se casó con Joel Gutman Cahn (1885-1950) en una ceremonia celebrada en la All Saints' Episcopal Church de Bayside, Queens. Él se había casado anteriormente con Constance Stern en 1910, y se desconoce cuándo se divorciaron; ella murió en 1975. Joel y Constance tuvieron un hijo, Chester, en 1914, y él y Rosana tuvieron un hijo, Robert, nacido en 1933. Joel y Rosana vivían en Flushing, Queens. Joel Cahn era corredor de bolsa y murió en 1950 a la edad de 65 años al estrellar su coche contra un árbol en Nueva York. Rosana se volvió a casar en 1951 con John J. Kelly. Murió en junio de 1967 en Dade, Florida. Rosana y su madre Katharine criaban chihuahuas criados por Mathilde M. Shaw de Flushing, Nueva York, "Rosana's Bonita" y "Liesch's Ginger" (ambos en 1950).

## Errores ortográficos y cambio de edad
Su nombre de pila suele escribirse erróneamente Rosanna (en IMDb, Ancestry y algunos libros y revistas de cine), pero en sus fotos publicitarias, en el anuncio de su primer matrimonio en el New York Times y en los documentos oficiales se escribía Rosana.
Además, su edad declarada fluctúa. Algunas fuentes indican que nació en 1907 y no en 1905, y es posible que ella o sus padres rebajaran su edad dos o más años por exigencias de la industria cinematográfica. Por ejemplo, en 1914 figura como una niña de seis años, cuando probablemente tendría más de nueve, pero era pequeña para su edad. Otra revista de cine de 1913 la menciona con cuatro años, cuando tendría al menos el doble.